# Georgie Welcome
Georgie Wilson Welcome Collins (Roatán, Islas de la Bahía, Honduras; 9 de marzo de 1985) es un futbolista hondureño. Juega como delantero en el Platense de la primera división de honduras

## Trayectoria
Georgie Welcome se inició en el Arsenal de Roatán de la Liga de Ascenso de Honduras club con el que logró anotar dieciocho goles en veintidós partidos. Luego en 2008 pasó a jugar al Club Deportivo Motagua de la Primera División de Honduras.
En agosto de 2010 tras haber disputado la Copa Mundial de Fútbol de 2010 con la Selección de fútbol de Honduras regresó a Honduras para continuar jugando con el Club Deportivo Motagua. En enero de 2011 fue fichado por el AS Mónaco de la Ligue 1 de Francia donde solo logró anotar dos goles en trece juegos.
Para el Torneo Apertura 2011 (México) llegó con un contrato de un año al Club Atlas de Guadalajara de la Primera División de México sustituyendo a su compatriota Carlo Costly quien no logró tener buena participación con los rojinegros. Anotó su primer gol con este equipo en una derrota 2-4 ante el Club América en el Estadio Azteca de México, D. F.. Salió de este equipo tras finalizar el Torneo Apertura 2011 y regresó al Club Deportivo Motagua de Honduras.
Tras jugar con Motagua desde 2011 hasta 2013, Welcome tuvo un paso fugaz por el Platense y en febrero de 2014 firmó contrato con el bec tero sasana fc de la liga de Tailandia, y luego pasó al Siam Navy FC para defender los colores del club por seis meses.

## Selección nacional
Ha sido internacional con la Selección de fútbol de Honduras en treinta y un ocasiones y convirtió cinco goles, donde se destaca su convocatoria a la Copa Mundial de Fútbol de 2010. Jugó el inicio de las Eliminatorias para Brasil 2014, pero debido a su muy bajo rendimiento fue excluido por Luis Fernando Suárez y, en el Hexagonal solo jugó un partido ante Estados Unidos, ingresando de cambio a los 90 minutos del juego. 

### Participaciones en Copas del Mundo
| Mundial                        | Sede      | Resultado      |
| ------------------------------ | --------- | -------------- |
| Copa Mundial de Fútbol de 2010 | Sudáfrica | Fase de grupos |

### Goles con la Selección Honduras
| # | Fecha                   | Sede                                                     | Rival          | Marcador | Resultado | Competición               |
| - | ----------------------- | -------------------------------------------------------- | -------------- | -------- | --------- | ------------------------- |
| 1 | 23 de marzo de 2008     | LP Field, Nashville, USA                                 | Estados Unidos | 1 – 0    | 1 – 0     | Preolímpico Concacaf 2008 |
| 2 | 23 de mayo de 2008      | Estadio Olímpico Metropolitano, San Pedro Sula, Honduras | Belice         | 2 – 0    | 2 – 0     | Amistoso                  |
| 3 | 14 de noviembre de 2009 | Estadio Tiburcio Carías Andino, Tegucigalpa, Honduras    | Letonia        | 2 – 1    | 2 – 1     | Amistoso                  |
| 4 | 27 de mayo de 2010      | Villach Lind, Villach, Austria                           | Bielorrusia    | 2 – 2    | 2 – 2     | Amistoso                  |
| 5 | 12 de octubre de 2010   | Memorial Coliseum, Los Ángeles, USA                      | Guatemala      | 2 – 0    | 2 – 0     | Amistoso                  |

## Clubes
| Club                 | País                | Año                 | PJ  | Goles |
| -------------------- | ------------------- | ------------------- | --- | ----- |
| Arsenal de Roatán    | Honduras            | 2004 - 2008         | 22  | 18    |
| Motagua              | Honduras            | 2008 - 2010         | 76  | 28    |
| Mónaco               | Francia             | 2011                | 13  | 2     |
| Atlas de Guadalajara | México              | 2011                | 9   | 1     |
| Motagua              | Honduras            | 2012 - 2013         | 46  | 10    |
| Platense             | Honduras            | 2014                | 7   | 1     |
| BEC Tero Sasana      | Tailandia           | 2014                | 29  | 12    |
| Siam Navy            | Tailandia           | 2015                | 6   | 1     |
| Marathón             | Honduras            | 2015                | 14  | 1     |
| Platense             | Honduras            | 2016                | 6   | 0     |
| Arsenal de Roatán    | Honduras            | 2016                | 16  | 5     |
| Dragón               | El Salvador         | 2017                | 18  | 5     |
| Belmopan Bandits     | Belice              | 2018-2020           |     | 54    |
| Juticalpa FC         | Honduras            | 2021 - 2023         | 23  | 19    |
| Oro Verde FC         | Honduras            | 2023 -              | ?   | ?     |
| Total en su carrera  | Total en su carrera | Total en su carrera | 279 | 157   |

## Palmarés

### Campeonatos nacionales
| Título            | Club            | País      | Año  |
| ----------------- | --------------- | --------- | ---- |
| Copa de Tailandia | BEC Tero Sasana | Tailandia | 2014 |

### Campeonatos internacionales
| Título                  | Club                         | País           | Año  |
| ----------------------- | ---------------------------- | -------------- | ---- |
| Preolímpico de Concacaf | Selección de Honduras Sub-23 | Estados Unidos | 2008 |